# Benito Alazraki
Benito Alazraki Algranti (Ciudad de México, 27 de octubre de 1923-6 de junio de 2007), conocido como Benito Alazraki , fue un escritor, productor y director de cine y televisión mexicano.

## Formación
Hijo del industrial textil turco León Alazraki Barquí, quien al final de la década de 1940 fungió como presidente de la comunidad judía de origen español y uno de los principales promotores del movimiento sionista durante su estancia en México, y de Rosa Algranti Franco. El matrimonio radicó en París y en la Ciudad de México, y educaron a sus hijos en carreras enfocadas en las letras y la música. Benito fue hermano del productor de cine y concertista Samuel Alazraki, quien residió en París hasta su muerte y con quien fundó la compañía Panamerican Films.[cita requerida]
En su juventud, Benito pensó en dedicarse a la literatura, pues al regresar de París, donde vivió durante su infancia y adolescencia, entró en contacto con muchos de los intelectuales españoles exiliados en México a raíz de la Guerra Civil Española, como León Felipe, quien le prologó su primer libro de poemas titulado La voluntad de la tierra (con el que ganó el Concurso Nacional de Literatura en 1943), Emilio Prados, Manuel Altolaguirre (a quien contrataría como argumentista de Panamerican Films), Antonio Rodríguez Luna, Carlos Velo, Manolo Fontanals (escenógrafo del teatro itinerante La Barraca, creado por Federico García Lorca), Eduardo Ugarte y Juan Rejano, entre otros. Muchos de estos intelectuales exiliados no olvidaron que Benito fincó con posterioridad su residencia en la España franquista durante quince años, en los que colaboró como asesor en el Ministerio de Información y Turismo, dirigido en ese periodo por Manuel Fraga Iribarne. Estudió en la Facultad de Derecho de la Universidad Nacional Autónoma de México (UNAM), y fue compañero de carrera de Luis Echeverría Álvarez y de José López Portillo, y en la Facultad de Filosofía y Letras, también de la UNAM, donde fue alumno de Xavier Villaurrutia. Recibió el reconocimiento de su amigo Camilo José Cela, en su calidad de presidente del jurado de ediciones Alfaguara, por su novela  Ebro y Hebrón, que hace referencia a la herencia sefardita de España.

## Cine
Benito y su hermano Samuel Alazraki fundaron la compañía Panamerican Films, que se destacó por haber producido las películas mexicanas Enamorada (1946) y La diosa arrodillada (1947), ambas protagonizadas por María Félix. Esta última cinta llevó a la quiebra a Panamerican Films, que posteriormente adquiriría el productor español Cesáreo González (sin Benito, Samuel Alazraki también produciría otras cintas como Entre hermanos (1945), con Carmen Montejo y Pedro Armendáriz, y La escondida (1955), también con María Félix y Armendáriz). 
Benito fungió como productor y coescritor del guion de la película Enamorada, que dirigió Emilio “El Indio” Fernández. La cinta ganó nueve Arieles, incluifo el de mejor película. En 1954 dirigió su primera película, Raíces, un drama indigenista que en cuatro escenarios narra los enfrentamientos de la civilización moderna con el mundo indígena tradicional. El filme se basó en cuatro cuentos del libro El diosero, de Francisco Rojas González, y fue galardonado con el Premio FIPRESCI en el Festival de Cannes de 1955.
Desde 1956 fue miembro del Sindicato de Trabajadores de la Producción Cinematográfica de México y a partir de entonces dirigió alrededor de cuarenta películas, entre las que destacan: Los amantes (1956), cinta originalmente concebida para que la protagonizara la actriz y rumbera Rosa Carmina, pero al encontrarse comprometida en ese momento a filmar una cinta en España, acabó siendo protagonizada por Yolanda Varela que adquirió, debido al éxito de la misma, la categoría de estrella; Café Colón (1958), que reunió de nuevo a María Félix y Pedro Armendáriz; ¿A dónde van nuestros hijos? (1958), protagonizada por Dolores del Río; La tijera de oro (1958), con Germán Valdés "Tin Tan"; El toro negro (1959); ¿Con quién andan nuestros locos? (1960), con Rosa Carmina y Manuel "El Loco" Valdés, y Los jóvenes amantes (1971), con Fanny Cano. En 1977 estrenó Balún Canán, adaptación de la novela homónima de Rosario Castellanos. Y, pese a que no recibió críticas positivas, trabajó también en el proyecto de adaptación de la novela Las tierras flacas, de Agustín Yáñez, el cual finalmente no llegó a concretarse.[cita requerida]

### En el sexenio de José López Portillo
Durante el sexenio de José López Portillo colaboró para la Dirección General de Radio, Televisión y Cinematografía (RTC), entonces dirigida por Margarita López Portillo, y fue director general de la Corporación Nacional Cinematográfica (Conacine) hasta 1982. Fue miembro honorario de la Academia Mexicana de Artes y Ciencias Cinematográficas.

### El cine como diversión, no como cultura
En una entrevista que dio al periódico El Heraldo de México declaró que estaba convencido de que «el cine no debe ser considerado elemento o vehículo de cultura, pues éste siempre ha sido vehículo de diversión». Para él, aceptar el cine como un elemento de cultura era un pensamiento tercermundista, ya que «el cine es la creación de un conjunto de personas. La determinación del director por hacer una película no depende de su propia iniciativa, sino de la acción de un grupo de colaboradores. Si falta alguno de ellos, esto repercute inevitablemente en el producto final».

## Televisión
A principios de la década de 1950 colaboró en la compañía Teleproducciones, para la cual realizó dieciséis documentales. Durante la siguiente década dirigió más de cien programas de televisión en España, en donde radicó por un período de quince años. De entre estos programas destaca la serie intitulada Tauromaquia, con la que obtuvo un gran éxito, pues fue el primer documento televisivo que mostró el mundo taurino desde sus diferentes perspectivas. Otras de sus producciones más destacadas fueron Los amantes viajeros y Cuentos y leyendas.
También llevó a la pantalla chica la novela de Camilo José Cela Timoteo el incomprendido, protagonizada por Fernando Rey y Mari Carrillo y producida por Televisión Española, que dirigía entonces Adolfo Suárez. Al regresar a México fue director creativo del Canal 13 XHDF, rn ese entonces propiedad del Gobierno Federal de México. En 1976 se desempeñó como subdirector de Televisión Rural de la Dirección General de Radio, Televisión y Cinematografía (RTC).

## Filmografía
Películas dirigidas:
- Raíces, en 1954.
- Los amantes, en 1956.
- ¿A dónde van nuestros hijos?, en 1958.
- Ladrones de niños, en 1958.
- Café Colón, en 1959.
- El vestido de novia, en 1959.
- Infierno de almas, en 1960.
- Rebelde sin casa, en 1960.
- Las hermanas Karambazo, en 1960.
- La tijera de oro, en 1960.
- Póker de reinas, en 1960.
- Pistolas invencibles, en 1960.
- Tin Tan y las modelos, en 1960.
- El toro negro, en 1960.
- La ley de las pistolas, en 1960.
- Peligros de juventud, en 1960.
- Muñecos infernales, en 1960.
- Con quien andan nuestros locos, en 1961.
- Amor a balazo limpio, en 1961.
- The Time and the Touch, en 1962.
- Frankestein, el vampiro y la compañía, en 1962.
- Espiritismo, en 1962.
- Los amantes (versión con Fanny Cano), en 1962.
- A ritmo de twist, en 1962.
- El tigre negro, en 1962.
- Santo contra los zombies, en 1962.
- Los pistoleros, en 1962.
- La viuda, segmento de Amor, amor, amor, en 1965.
- Los jóvenes amantes, en 1971.
- Las tres perfectas casadas, con Mauricio Garcés, Saby Kamalich e Irán Eory, en 1973.
- Balún Canán, adaptación de la novela homónima de Rosario Castellanos protagonizada por Saby Kamalich, en 1977.
- El fantasma del lago, en 1981.
- Alicia en el país del dólar, en 1988.
- Arriba el telón, en 1989.
- El rey de los taxistas, en 1989.
- Objetos sexuales, en 1990.
- Yo hice a Roque III, en 1993.
- Hasta que los cuernos nos separen, en 1995.

Fue productor de Enamorada en 1976 y Mundo mágico en 1983. En la Sociedad General de Escritores de México (SOGEM) se encuentran registrados los títulos inéditos de A volar pelícanos, La bella durmiente del bosque, Pachucos y muy machos, ¿o no?, Fatman y Tacoman, La señora Robinson Crusoe y 500 años.

## Premios y distinciones
Festival Internacional de Cine de Cannes
| Año  | Categoría            | Película | Resultado |
| ---- | -------------------- | -------- | --------- |
| 1955 | Premio de la Crítica | Raíces   | Ganador   |